# 有原栞菜
有原栞菜（1993年6月15日—），日本神奈川縣出身之歌手，現屬BLUE ROSE公司，前為Up front Agency（アップフロントエージェンシー）旗下一員、Hello pro egg成員之一，組合℃-ute的一員。在「Hello! Project SPORTS FESTIVAL 2006」中、以初登場的姿態在「100m走」項目裏得到總合的第2位，給了早安家族的歌迷一個很深的印象。

## 略歴
2006年1月2日在中野陽光廣場（中野サンプラザ）舉行的「Hello! Project 2006Winter 」演唱會中亮相、並發表了即將要成為組合℃-ute成員的消息。其後、於1月28日舉行的「Hello! Project 2006Winter 」演唱會中首次以℃-ute成員的身分在舞台上參加表演。
從2009年2月28日預定的歌迷會活動「HELLO! 10TH PARTY2 ～ハロプロ感謝祭～」後將從℃-ute還有H!P暫時離開休息。並於同年7月9日從℃-ute及早安家族脫退。
2010年6月24日宣佈移籍BLUE ROSE經紀公司。
2010年12月18日發行首本個人寫真集「栞菜」，2011年1月27日發行首張寫真DVD。

## 所屬組合
- Egg（2004年～2006年1月）
- （2005年－2006年1月）
- ℃-ute（2006年1月 -2009年7月9日）
- Little Gatas 編號：13

## 外部連結
- （日語） 早安家族的官方網站 （页面存档备份，存于）
- （日語） BLUE ROSE官方個人網站 （页面存档备份，存于）
- （日語） Ameba官方部落格 （页面存档备份，存于）
- （日語） 個人Twitter （页面存档备份，存于）